# غورک (قندهار)
غورک (به لاتین: Ghorak) یک منطقهٔ مسکونی در افغانستان است که در ولسوالی غورک واقع شده‌است. غورک ۱٬۱۹۳ متر بالاتر از سطح دریا واقع شده‌است.